# To – A Space Fantasy
To – A Space Fantasy ist ein Anime-Computeranimationsfilm des japanischen Regisseurs Fumihiko Sori aus dem Jahr 2009. Er basiert auf zwei Folgen der 19-teiligen Manga-Serie 2001 Ya Monogatari von Yukinobu Hoshino. 
Auf Grundlage von 2001 Ya Monogatari hatte 1987 bereits Yoshio Takeuchi einen 60-minütigen OVA erstellt. To beschränkt sich auf die beiden Kapitel 12. Symbiotic Planet (楕円軌道, Daen Kidō) und 14. Elliptical Orbit (共生惑星, Kyōsei Wakusei).

## Veröffentlichung
Der Film erschien in Japan am 2. Oktober 2009 in zwei Teilen auf DVD in einer Verleihversion und ab 18. Dezember 2009 in Japan auf DVD und Blu-ray-Disc als Kaufversion.
Am 24./25. November 2009 wurden beide Teile über Satellit auf BS-TBS und am 27. November, 4./11./18. Dezember nach Mitternacht (und damit am vorigen Fernsehtag) als Vierteiler terrestrisch auf TBS ausgestrahlt. In Deutschland erschien er am 28. Mai 2010 unter dem Titel To – A Space Fantasy (FSK 12) ebenfalls auf DVD und Blu-Ray bei Animaze vertrieben durch WVG Medien.